# Gebührenordnung für Zahnärzte
Die Gebührenordnung für Zahnärzte (GOZ) regelt die Vergütung von zahnärztlichen Leistungen. Rechtsgrundlage für den Erlass ist § 15 des Gesetzes über die Ausübung der Zahnheilkunde:
Die GOZ ist für alle Zahnärzte in Deutschland bei der Honorarfindung bindend, soweit nicht durch Bundesgesetz etwas anderes bestimmt ist (§ 1 Abs. 1 GOZ). Dies betrifft vor allem diejenigen vertragszahnärztlichen Leistungen für Versicherte der Gesetzlichen Krankenversicherungen (Kassenpatienten), die nach dem Bewertungsmaßstab zahnärztlicher Leistungen (BEMA) und nicht mit den Patienten direkt, sondern über die Kassenzahnärztliche Vereinigung abgerechnet werden.
Zahnärztliche Leistungen, die nicht im BEMA enthalten sind oder über die Richtlinien und Regelungen des SGB V hinausgehen, werden dem Kassenpatienten durch den Vertragszahnarzt entsprechend der GOZ in Rechnung gestellt.
Da ca. 90 % der Patienten in Deutschland gesetzlich versichert sind, erfolgt die vollständige Abrechnung nach GOZ nur noch in der Minderzahl der Fälle (10 % Privatpatienten, darunter etwa die Hälfte beihilfeberechtigte Beamte sowie deren Ehepartner und Kinder).
Lediglich reine Privatzahnärzte, die keine Kassenzulassung haben und somit nicht an der vertragszahnärztlichen Versorgung teilnehmen, rechnen ausschließlich mit nach den Vorschriften der GOZ erstellten Privatliquidationen ab.
Ärztliche Leistungen für Privatpatienten werden nach der Gebührenordnung für Ärzte (GOÄ) abgerechnet.

## Geschichte
Die Bundesgebührenordnung für Zahnärzte (BUGO-Z) von 1965 löste die Preußische Gebührenordnung für approbierte Ärzte und Zahnärzte vom 1. September 1924 (Preugo) ab. Bereits diese hatte für ärztliche und zahnärztliche Leistungen einen in Goldmark angegebenen Gebührenrahmen angegeben, der sich beispielsweise bei der Position III (Gebühren für Zahnärzte) 1a („Für die Beratung des Zahnkranken einschließlich der Untersuchung des Mundes und etwaiger schriftlicher Verordnungen in der Wohnung des Zahnarztes bei Tage“) von 1 bis 20 Mark (also um den Faktor 20) erstreckte, bei der Position III 10a („Entfernung eines einwurzeligen Zahnes oder seiner Wurzel“) von 1,50 bis 15 Mark (Faktor 10) und bei der Position 47b („Für Anfertigung eines Stiftzahnes mit Wurzelring“) 25 bis 200 Mark (Faktor 8).
In der DDR galt die Preugo von 1924 für die wenigen noch außerhalb des staatlichen Gesundheitswesens (Polikliniken) zugelassenen Zahnärzte bis zu ihrer Auflösung 1990. In der Bundesrepublik wurde 1965 auf Basis des 1952 verabschiedeten Zahnheilkundegesetzes von der Bundesregierung mit Zustimmung des Bundesrates eine Gebührenordnung für Zahnärzte erlassen (BUGO-Z), die die Preugo ablöste. Auch sie enthielt nach einem allgemeinen Teil ein Gebührenverzeichnis, das allerdings nur noch Einfachgebühren auswies. § 2 BUGO-Z bestimmte: „Die Vergütung bemißt sich nach dem Einfachen bis Sechsfachen der Sätze des anliegenden Gebührenverzeichnisses, soweit nicht etwas anderes bestimmt ist. Innerhalb dieses Rahmens sind die Gebühren und Entschädigungen unter Berücksichtigung der besonderen Umstände des einzelnen Falles, insbesondere der Schwierigkeit der Leistung, des Zeitaufwandes, der Vermögens- und Einkommensverhältnisse des Zahlungspflichtigen sowie der örtlichen Verhältnisse nach billigem Ermessen zu bestimmen.“ Die Gebührenspanne ging also jetzt durchgehend vom Einfachen (bei einer besonders einfachen Behandlung mit wenig Zeitaufwand) bis zum Sechsfachen (bei einer schwierigen Behandlung mit hohem Zeitaufwand).
Die GOZ wurde 1987 als neue Gebührenordnung zum Ersatz der BUGO-Z wiederum von der Bundesregierung mit Zustimmung des Bundesrates erlassen. Die BUGO-Z von 1965 wurde dabei „- unter Einschluß auch der neu aufgenommenen Leistungsbereiche – auf der Grundlage des [damaligen] Gebührenvolumens kostenneutral auf die neue GOZ umgestellt. […] Insgesamt soll[te] die neue Gebührenordnung nicht zu einer Änderung des Gebührenvolumens führen.“ Seitdem ist keine Punktwert-Anpassung mehr erfolgt und damit auch kein Inflationsausgleich. Im Zuge der Euro-Umstellung (1,95583 DM = 1 Euro) wurden die Beträge auf zwei Cent-Stellen umgerechnet und waren dabei generell abzurunden. Nach langjährigen Protesten von Seiten der Zahnärzteschaft begannen 2005 die Arbeiten zur Neufassung der GOZ. Zwischenzeitlich wurden neue Behandlungsmethoden angewendet, die noch nicht in der GOZ beschrieben waren. Die GOZ musste somit an den Stand der medizinischen Wissenschaft angepasst werden.
Der Anfang 2007 vom Gesundheitsministerium vorgelegte Entwurf der Neufassung der GOZ (Arbeitsentwurf, Novellierung) stieß auf Ablehnung von Seiten der deutschen Zahnärzteschaft. Diese hatten eigene Arbeitszeitstudien in Auftrag gegeben und legten als Gegenentwurf ihre „Honorarordnung für Zahnärzte“ (HOZ) vor.
Am 27. Oktober 2008 legte das Bundesgesundheitsministerium (BMG) den Referentenentwurf mit Begründungen für eine neue GOZ vor. Der Entwurf wurde allerdings von der großen Koalition nicht weiter verfolgt. Nach der Bundestagswahl 2009 wurde eine Arbeitsgruppe aus BMG, Bundeszahnärztekammer und Verband der privaten Krankenversicherung eingerichtet, die die Arbeiten an einer GOZ-Reform wieder aufnahm. Am 24. März 2011 legte das BMG erneut einen Referentenentwurf vor, der schließlich zum 1. Januar 2012 in Kraft trat.

## GOZ 1988
Die GOZ 1988 vom 22. Oktober 1987 war vom 1. Januar 1988 bis 31. Dezember 2011 gültig. Der für alle Bundesländer einheitliche Punktwert betrug seit 1988 11 Pfennige. Bei der Einführung des Euro wurde er zu 5,62421 Cent umgerechnet. Um die Gebühr für die einzelne Leistungsposition zu erhalten, wird die Punktzahl für die jeweilige Leistungsposition mit dem Punktwert und dem Steigerungsfaktor (siehe unten) multipliziert.

### Preisentwicklung
Bezogen auf das Basisjahr 1965 hat es in Deutschland von Januar 1965 bis Januar 2022 nach Angaben des statischen Bundesamts einen Preisanstieg um 345 % gegeben, während das GOZ-Honorar unverändert auf dem Stand von 1965 blieb und damit seit Inkrafttreten jedes Jahr einer Abwertung unterlag. Hinzu kommt, dass die Zahnärzte bis auf wenige Ausnahmen verwendete Materialien nicht separat berechnen können, da die Honorarpositionen diese Materialkosten beinhalten. Dadurch ist das erzielte Honorar zusätzlich erheblich gesunken.
Im Gegensatz zu den Ärzten und Zahnärzten haben die Gebührenordnungen anderer freier Berufe (Rechtsanwälte, Notare, Architekten, Steuerberater) einen gewissen Automatismus, der sie zumindest bedingt an die allgemeine Preisentwicklung ankoppelt. Die Honorare dieser freien Berufe errechnen sich teilweise abhängig vom Marktwert eines anderen Gegenstandes (Rechtsanwalt: Streitwert beispielsweise für ein Auto oder Haus; Notar: Kaufpreis eines Grundstücks; Architekt: Baukosten eines Hauses; Steuerberater: Betriebsgewinn), der zusammen mit der allgemeinen Inflation allmählich steigt. So steigen in diesen freien Berufen die Honorare auch ohne Änderung der Honorarordnung mit der allgemeinen Inflation zumindest teilweise allmählich an, während die Gebühren für Ärzte und Zahnärzte kein derartiges Element enthalten.
Dem hauptsächlich von zahnärztlicher Seite vorgetragenen Argument der Preisentwicklung wird seitens des Gesundheitsministeriums, der Politik oder der Privaten Krankenversicherung entgegengehalten, dass das durchschnittliche Einkommen eines Zahnarztes ausreichend sei. Die dabei vorgelegten Durchschnittszahlen werden in ihrer Zusammensetzung und Interpretation von den Zahnärzten bestritten. So sei bei Selbstständigen die Höhe des Einkommens nicht mit dem Einkommen eines Arbeitnehmers vergleichbar.
Der Verband der Privaten Krankenversicherer verweist zudem darauf, dass durch Anwendung höherer Steigerungssätze die Zahnarzthonorare auch ohne Reform der GOZ spürbar angestiegen sind. So stiegen laut Angabe des PKV-Verbandes in den letzten zehn Jahren vor Inkrafttreten der GOZ 2012 die Zahnbehandlungskosten um 65 Prozent. Die allgemeine Preissteigerung habe im gleichen Zeitraum bei lediglich 17 Prozent gelegen.

## GOZ 2012
Am 4. November 2011 hat der Bundesrat der durch die Bundesregierung erlassenen Novellierung der GOZ zum 1. Januar 2012 zugestimmt. Am 1. Januar 2012 trat die GOZ 2012 in Kraft (BGBl. 2011 I S. 2661). Im Rahmen der Aktualisierung der GOZ wurden zahlreiche Gebührenpositionen hinzugefügt und einige Gebührenpositionen ersatzlos gestrichen. Der Punktwert blieb unverändert auf dem Stand von 1965. Das gesamte Honorarvolumen soll dadurch nach Berechnungen des Bundesministeriums für Gesundheit um 5,8 % steigen. Sowohl von der Zahnärzteschaft als auch dem Verband der Privaten Krankenversicherungen wird die GOZ in der jetzt vorliegenden Fassung erheblich kritisiert. Die Zahnärzteschaft hat deshalb Verfassungsbeschwerde gegen die GOZ 2012 eingelegt.
Die neue GOZ erhielt einige Veränderungen im Paragraphenteil, beispielsweise
- Verpflichtung zur schriftlichen Vereinbarung von Verlangensleistungen,
- Konkretisierungen im § 5 zum Thema der Bemessung der Steigerungsfaktoren,
- die Berechnung von Analogleistungen in § 6 hat eine Liberalisierung stattgefunden,
- Verpflichtung zur Vorlage eines Kostenvoranschlags bei erwarteten Rechnungssummen über 1.000.- €,
- Überprüfung der Auswirkungen der GOZ im neuen § 12.

### Zielleistungsprinzip
Das Zielleistungsprinzip ist ein Begriff aus der privaten Gebührenordnung für Ärzte (GOÄ) bzw. der privaten Gebührenordnung für Zahnärzte (GOZ), in die es mit der Novellierung der GOZ zum 1. Januar 2012 aufgenommen wurde und hat die Vermeidung der doppelten Honorierung ärztlicher Leistungen zum Ziel. Dazu heißt es in § 4 Abs. 2 der GOZ:

## Steigerungsfaktor
Zur Bestimmung der Höhe der Gebühr wird der Gebührensatz mit einem Steigerungsfaktor multipliziert. „Gebührensatz“ ist der Betrag, der sich ergibt, wenn die Punktzahl der einzelnen Leistung des Gebührenverzeichnisses mit dem Punktwert vervielfacht wird (§ 5 Abs. 1 Satz 2 GOZ).
Der Steigerungsfaktor kann vor der Erbringung der Leistung des Zahnarztes gemäß § 2 Abs. 1 und 2 GOZ durch Vereinbarung schriftlich vereinbart werden. Ist dies nicht geschehen, muss der Zahnarzt den Steigerungsfaktor nach vollständiger Erbringung der Leistung nach billigem Ermessen bestimmen. In diesem Fall ist der Zahnarzt an den in § 5 Abs. 1 GOZ definierten Gebührenrahmen (Einfaches bis Dreieinhalbfaches des Gebührensatzes) gebunden.

§ 5 GOZ legt 2012 fest: 
In der GOZ 1988 fand sich stattdessen folgende Formulierung des § 5 Abs. 2:
Dies führte in der Vergangenheit zu Erstattungsproblemen mit den Privaten Krankenversicherungen, weil diese aus der Formulierung „In der Regel“ geschlossen haben, dass eine durchschnittliche ärztliche Leistung mit einem Mittelwert innerhalb der Regelspanne (1-fach bis 2,3-fach) abzurechnen sei. Das sei somit der 1,65-fache Steigerungsfaktor (höchstens der 1,8-fache Faktor). Daraus resultierte auch der Begriff des Regelhöchstsatzes, den es in der GOZ nicht gab. Demgegenüber befand der Bundesgerichtshof jedoch in einem Urteil, dass nach Schwierigkeit und Zeitaufwand durchschnittliche Leistungen mit dem 2,3-fachen Faktor abgerechnet werden können.
Für einen Steigerungsfaktor im Bereich von 1,0 bis 2,3 bedarf es keiner Begründung.
Wenn der Zahnarzt diesen Faktor überschreitet, muss er dies schriftlich und nachvollziehbar begründen (Beispiel: „erhöhter Zeitaufwand und erhöhte Schwierigkeit wegen behinderter Mundöffnung“).
Durch Multiplikation des Einfachsatzes mit dem 3,5-fachen Steigerungsfaktor ergibt sich der höchstmögliche Satz, der gemäß § 5 GOZ berechnet werden kann, sofern keine Gebührenvereinbarung gemäß § 2 GOZ vor Beginn der Behandlung abgeschlossen wurde. Bei einem Steigerungsfaktor, der über dem Faktor 2,3 liegt, muss die Rechnung eine Begründung für den gewählten Multiplikator enthalten, die den besonderen Schwierigkeitsgrad und Zeitaufwand sowie die Umstände bei der Ausführung begründet. Auf Anforderung des Patienten muss der Zahnarzt eine Erläuterung der Begründung für den über dem 2,3-fachen liegenden Steigerungsfaktor nachreichen.
Die meisten privaten Krankenversicherungen erstatten nur bis zum 2,3-fachen oder 3,5-fachen Steigerungsfaktor. Meist ist nur bei sog. Altverträgen diese Erstattungsbeschränkung auf den 3,5-fachen Satz nicht enthalten.
Die Beihilfe für Beamte erstattet ihren Beihilfeberechtigten im Regelfall nur bis zum 2,3-fachen Satz und fordert sonst ausführliche Begründungen vom Zahnarzt an.

### Honorarhöhe
Die Gebührenspanne 1-fach bis 3,5-fach der GOZ suggeriert, dass der einfache Satz der Gebührenordnung das „Normale“ sei und ein höherer Multiplikator als der einfache Satz das „Normale“ entsprechend überschreite. Dies wird aus der Honorarberechnung der Ärzte nach der Gebührenordnung für Ärzte (GOÄ) übertragen, in der der einfache Satz in etwa dem Honorar der Gesetzlichen Krankenkassen (EBM) entspricht. Die GOZ ist demgegenüber so bemessen, dass in vielen Fällen der 2,3-fache Satz der GOZ dem Honorar der Gesetzlichen Krankenkassen gemäß dem Bewertungsmaßstab zahnärztlicher Leistungen (BEMA) entspricht. In etlichen Fällen entspricht erst ein den Gebührenrahmen des § 5 GOZ überschreitendes Honorar (z. B. Multiplikator 4-fach bis 6-fach) dem Kassenhonorar. In der ärztlichen Abrechnung entspricht demnach der Ansatz des 3,5-fachen Satzes durchschnittlich dem 3,5-fachen Kassenhonorar (Steigerung um 250 %), während in der zahnärztlichen Abrechnung der 3,5-fache Satz durchschnittlich dem 1,5-fachen des Kassenhonorars (Steigerung um 50 %) entspricht.
Die GOZ-Analyse der Bundeszahnärztekammer ergab für das Jahr 2010, dass der durchschnittlich angesetzte Multiplikator für persönlich erbrachte Leistungen des Zahnarztes beim 2,45-fachen Satz und für medizinisch-technische Leistungen beim 1,96-fachen Satz lag. Dabei wurden 65,4 % der Leistungen zum 2,3-fachen Satz, 7,9 % der Leistungen unter dem 2,3-fachen Satz und 26,6 % der Leistungen über dem 2,3-fachen Satz liquidiert.

#### Beispiel
- Gebührenposition: 0100, intraorale Leitungsanästhesie; Bewertung: 70 Punkte.

Daraus errechnet sich ein 1-facher Gebührensatz (Gebühren-Einfachsatz) von 3,94 € (Punktzahl mal Punktwert; 70 × 5,62421 Cent); bzw. ein 2,3-facher Satz von 9,06 € und eine 3,5-facher Satz von 13,79 €. Seit Inkrafttreten der neuen GOZ am 1. Januar 2012 sind bestimmte Materialkosten, beispielsweise für Anästhetika, zusätzlich zum Honorar berechenbar.
Das Kassenhonorar für diese Leistung (12 Punkte) beträgt zwischen 15,076 € und 15,23 € je nach Krankenkasse. (Rechenbeispiel bezieht sich auf KZV-Bereich Bayern; Stand 1. Januar 2025). Im Bereich der GKV werden alle Leistungen ohne Berücksichtigung der individuellen Schwierigkeit nach einem jeweils festen Betrag abgerechnet. Die Beträge unterliegen gegebenenfalls einer Degression. Das Beispiel belegt, dass Privatleistungen bei einem Steigerungsfaktor von 2,3 in vielen Fällen niedriger honoriert werden, als bei Kassenpatienten.
Andererseits gibt es immer weniger Leistungen, die nach der privaten Gebührenordnung GOZ besser honoriert werden, als nach dem BEMA.
Weitere Beispiele siehe Individualprophylaxe#Privatzahnheilkunde

## Analog-Leistungen
Der Zahnarzt kann mit Inkrafttreten der GOZ 2012 gemäß § 6 Abs. 1 GOZ selbstständige zahnärztliche Leistungen, die in das Gebührenverzeichnis nicht aufgenommen sind, entsprechend einer nach Art, Kosten- und Zeitaufwand gleichwertigen Leistung des Gebührenverzeichnisses berechnen.
Die ausgesuchte Analogleistung muss demzufolge der nicht in der GOZ abgebildeten Leistung gleichwertig, nicht gleichartig, also nicht inhaltsähnlich sein. Die Analogleistung muss den entsprechenden angemessenen Geldwert der nicht enthaltenen Leistung widerspiegeln.
Bis zum 1. Januar 2012 durften nur Leistungen analog berechnet werden, die nicht in der GOZ beschrieben waren und die erst nach Inkrafttreten der GOZ, also vor dem 1. Januar 1988 zur Praxisreife gelangt sind (§ 6 Abs. 1 GOZ 1988). Diese Einschränkung entfiel mit der GOZ-Novelle 2012.

## Abrechnung von zahnärztlichen Nicht-Vertragsleistungen
Zahlreiche Behandlungen gehören nicht zur vertragszahnärztlichen Versorgung. Diese Leistungen werden nach der Gebührenordnung für Zahnärzte (GOZ) bzw. nach der Gebührenordnung für Ärzte (GOÄ) privat in Rechnung gestellt. Die Kosten sind vom Patienten (bzw. Zahlungspflichtigen) zu bezahlen, der wiederum eine private Krankenzusatzversicherung abschließen kann. Leistungen, die nicht zum Leistungskatalog der gesetzlichen Krankenkassen gehören, werden außervertragliche Leistungen genannt. Diese müssen – nach Aufklärung des Patienten über seinen Anspruch auf Sachleistungen und die zusätzlich entstehenden Kosten – schriftlich vor Behandlungsbeginn mit dem Patienten vereinbart werden.
Hierzu gehören insbesondere:
- alle Leistungen, die gegen das Wirtschaftlichkeitsgebot gemäß § 12 Abs. 1 SGB V verstoßen, die also die Kriterien der Sachleistung überschreiten, wie es der § 12 Abs. 1 SGB V definiert:

- Professionelle Zahnreinigung (PZR)
- Funktionsanalytische und Funktionstherapeutische Leistungen
- Zahnimplantate (von Ausnahmeindikationen abgesehen)
- Kieferorthopädische Leistungen bei über 18-Jährigen (von Ausnahmeindikationen abgesehen)[10]

## Mehrkostenvereinbarungen
In folgenden Fällen sind Zuzahlungen durch den gesetzlich versicherten Patienten zulässig. Voraussetzung ist die schriftliche Einwilligung des Patienten vor Behandlungsbeginn.

### Zahnfüllungen
Die Mehrkostenvereinbarung zur Füllungstherapie ist in § 28 SGB V geregelt. Dort heißt es: „Wählen Versicherte bei Zahnfüllungen eine darüber hinausgehende Versorgung, haben sie die Mehrkosten selbst zu tragen. In diesen Fällen ist von den Kassen die vergleichbare preisgünstigste plastische Füllung als Sachleistung abzurechnen. In Fällen des Satzes 2 ist vor Beginn der Behandlung eine schriftliche Vereinbarung zwischen dem Zahnarzt und dem Versicherten zu treffen. Die Mehrkostenregelung gilt nicht für Fälle, in denen intakte plastische Füllungen ausgetauscht werden.“
Darunter fallen z. B. moderne Kunststofffüllungen nach dem Dentin-Schmelz-Adhäsivverfahren, Goldinlays, Keramikinlays u. v. a.

### Zahnersatz
Seit Einführung der Festzuschüsse für Zahnersatz (bis 2004 wurde ein prozentualer Kassenzuschuss geleistet) wird bei der Versorgung mit Kronen und Zahnersatz zwischen der Regelversorgung, der gleichartigen und der andersartigen Versorgung unterschieden. Bei der Regelversorgung wird nach dem Bewertungsmaßstab zahnärztlicher Leistungen (BEMA) abgerechnet, bei der gleichartigen Versorgung wird sowohl nach dem BEMA, als auch nach der Gebührenordnung für Zahnärzte (GOZ) und bei der andersartigen Versorgung wird nur nach der GOZ berechnet. Den Differenzbetrag zum Festzuschuss einer Regelversorgung hat der Patient selbst zu tragen.

### 73c Verträge
Einige Kassenzahnärztlichen Vereinigungen haben mit einzelnen Krankenkassen nach § 73c SGB V sog. kollektive Qualitätsverträge abgeschlossen, die für die Versicherten des betreffenden Bundeslandes gelten. Gemäß diesen Verträgen können Versicherte Leistungen beanspruchen, die über den Leistungskatalog, bzw. das Wirtschaftlichkeitsgebot (s. o.) der Gesetzlichen Krankenversicherung hinausgehen. Diese Leistungen werden nach der Gebührenordnung für Zahnärzte dem Patienten gegenüber in Rechnung gestellt, wobei die korrespondierende Sachleistung, die über die Kassenzahnärztliche Vereinigung abgerechnet wird, abgezogen wird.

## Basistarif
Die Kassenzahnärztlichen Vereinigungen haben auch die Versorgung derjenigen Versicherten sicherzustellen, die im sog. Basistarif bei einer privaten Krankenversicherung versichert sind (§ 75 Abs. 3 a Satz 1 SGB V). Dessen Vertragsleistungen sollen in Art, Umfang und Höhe jeweils den Leistungen nach dem Dritten Kapitel des Fünften Buches Sozialgesetzbuch, auf die ein Anspruch besteht, vergleichbar sein (§ 152 Abs. 1 Satz 1 VAG). Die Berechnung zahnärztlicher Leistungen ist im Basistarif gesetzlich auf einen Steigerungfaktor von maximal 2,0 begrenzt (§ 75 Abs. 3a Satz 2 SGB V). Etwas Abweichendes wurde in Verträgen zwischen dem Verband der privaten Krankenversicherung mit den Kassenärztlichen Vereinigungen nicht vereinbart.
Die Vertragszahnärzte sind jedoch nicht unmittelbar aus dem gesetzlichen Sicherstellungsauftrag gem. § 75 Abs. 3 a Satz 1 SGB V verpflichtet, Versicherte im Basistarif zu den dort geltenden Versicherungsbedingungen zu behandeln, weil sich dieser gesetzliche Sicherstellungsauftrag nicht unmittelbar an die Vertragsärzte und Vertragszahnärzte richtet, sondern an die von ihren Mitgliedern unabhängigen Kassen(zahn)ärztlichen Vereinigungen als Körperschaften des öffentlichen Rechts. Es bleibt den Kassenzahnärztlichen Vereinigungen überlassen, in welcher Art und Weise sie diesen gesetzlichen Auftrag am zweckmäßigsten erfüllen.
Soweit eine Kassenzahnärztliche Vereinigung ihre Mitglieder nicht verpflichtet, Versicherte des Basistarifs zu behandeln, steht es den Vertragszahnärzten frei, ob sie diese Versichertengruppe behandeln. Nur wenn sich der Versicherte als im Basistarif versichert ausweist und der Zahnarzt sich daraufhin auf eine Behandlung zu dessen Bedingungen einlässt, gilt für die zahnärztlichen Leistungen der gesetzlich festgelegte vergütungsbeschränkende Steigerungsfaktor von 2,0. Die Ärzte haben also die Wahl, entweder eine Behandlung zu diesem verringerten Steigerungssatz durchzuführen oder eine solche Behandlung abzulehnen. Hinsichtlich Art und Umfang der Behandlungsleistungen bleibt jedenfalls die GOZ maßgebliche Berechnungsgrundlage, denn auch dazu gibt es keinen abweichenden kollektivrechtlichen schriftlichen Vertrag zwischen der Kassen(zahn)ärztlichen Bundesvereinigung und dem PKV-Verband im Sinne des § 72 Abs. 2 SGB V.

## Rechtsbeziehungen
Bei der Behandlung eines Privatpatienten, der nach der GOZ abgerechnet wird, besteht ein Behandlungsvertrag zwischen dem Zahnarzt und dem Patienten. Es besteht demnach kein Rechtsverhältnis zwischen Zahnarzt und privater Krankenversicherung.
Bis zur Einführung der Versicherungspflicht (Basistarif) konnte der Privatpatient auch ohne Krankenversicherung sein und seine zahnärztliche Rechnung als Selbstzahler begleichen. Private Krankenversicherungen müssen seit dem 1. Juli 2007 jeden Beitrittswilligen aufnehmen, allerdings nur in den Standard- bzw. Basistarif.
Von Patientenseite wird im Streitfall mit dem Zahnarzt oft darauf verwiesen, dass die PKV eine bestimmte Leistung nicht anerkennt und deshalb nicht erstattet oder dass die Beihilfe nur bis zu einem bestimmten Steigerungsfaktor erstattet. Auch bei Zahlungsfristen wird von manchen Patienten darauf verwiesen, dass die Erstattung von der PKV noch nicht eingegangen sei.
Der Zahnarzt hat als Nebenpflicht aus dem Behandlungsvertrag die Pflicht, den Patienten bei der Erstattung zu unterstützen. Er sollte bei kostenaufwändigen Behandlungen einen Kostenvoranschlag erstellen und den Patienten dazu anhalten, eine Kostenübernahmeerklärung von der PKV einzuholen. Zu den Pflichten des Zahnarztes gehört es nicht, sich den Versicherungsvertrag oder die Kostenübernahmeerklärung der PKV vorlegen zu lassen oder ihn versicherungsrechtlich zu beraten.

### Auskunftsanspruch des privat Versicherten
Der § 192 des Versicherungsvertragsgesetzes (VVG) wurde um einen Absatz 8 erweitert, der den von der Rechtsprechung entwickelten Anspruch auf Erteilung einer Kostenübernahmeerklärung nunmehr gesetzlich regelt:
Im Normalfall hat der Versicherte die medizinische Notwendigkeit einer Heilbehandlung gegenüber dem Versicherer zu beweisen. Durch eine Fristüberschreitung hinsichtlich einer verbindlichen Kostenübernahmeerklärung entstünde im gerichtlichen Streitfall eine Beweislastumkehr zu Lasten des Versicherers, der nunmehr zu beweisen hätte, dass eine Behandlung nicht medizinisch notwendig gewesen sei und er deshalb nicht erstatte.

## Abschnitte der GOZ
§ 1 Anwendungsbereich
§ 2 Abweichende Vereinbarung
§ 3 Vergütungen
§ 4 Gebühren
§ 5 Bemessung der Gebühren für Leistungen des Gebührenverzeichnisses
§ 6 Gebühren für andere Leistungen
§ 7 Gebühren bei stationärer Behandlung
§ 8 Wegegeld
§ 9 Ersatz von Auslagen für zahntechnische Leistungen
§ 10 Fälligkeit und Abrechnung der Vergütung; Rechnung
§ 11 Übergangsvorschrift
§ 12 Überprüfung
Anlage 1: Gebührenverzeichnis für zahnärztliche Leistungen: Nummer, Leistungsbeschreibung, Punktzahl, Gebühr in Euro – ausgewiesen ist der Einfachsatz.
Anlage 2: Liquidationsvordruck (Formvorschriften der Rechnung)